# Jefferson Lopes Faustino
Jefferson Lopes Faustino (sinh ngày 31 tháng 8 năm 1988) là một cầu thủ bóng đá người Brasil.

## Sự nghiệp câu lạc bộ
Jefferson Lopes Faustino đã từng chơi cho Roasso Kumamoto.